# Лейт, Вирджиния
Вирджиния Лейт (англ. Virginia Leith; 15 октября 1925 — 4 ноября 2019) — американская актриса.

## Карьера
Дебютировала в первом полнометражном фильме Стенли Кубрика «Страх и вожделение» 1953 года.
Наиболее продуктивным периодом в её карьере стали 1950-е и начало 1960-х годов, когда она появилась на большом экране в картинах «Белое перо» (1955), «Жестокая суббота» (1955), «На пороге космоса» (1956), «Поцелуй перед смертью» (1956), «Навстречу неизведанному» (1956) и «Мозг, который не мог умереть» (1962).
После замужества с канадским актёром Дональдом Харроном Лейт прекратила сниматься, вновь вернувшись на экране лишь в конце 1970-х годов, спустя десять лет после развода. За последовавшие три года актриса сыграла лишь несколько ролей на телевидении, появившись в сериалах «Старски и Хатч», «Барнаби Джонс», «Баретта» и «Белая тень», прежде чем окончательно завершила актёрскую карьеру.

## Личная жизнь
До замужества с Харроном у Лейт были романы с актёрами Джеффри Хантером и Марлоном Брандо.